# Aichtal
Aichtal (pronunciación en alemán: /ˈaɪ̯çtaːl/ⓘ) es una ciudad del distrito de Esslingen, en Baden-Württemberg, Alemania. Está situada unos 18 kilómetros al sur de Stuttgart.

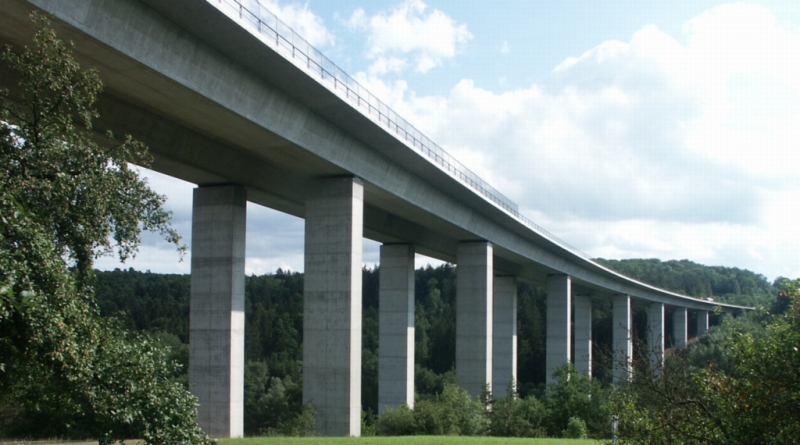
Puente de Aichtal.

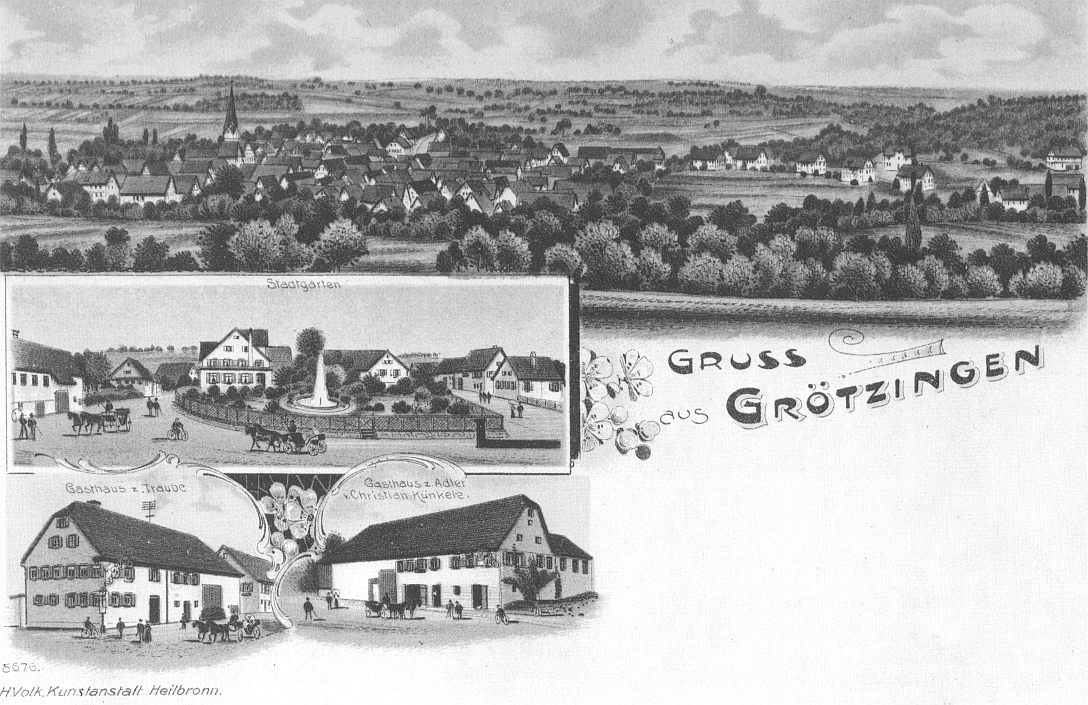
En 1885.